# صلیب تغییرات
صلیب تغییرات (به انگلیسی: The Cross of Changes) آلبومی از پروژهٔ موسیقی انیگما و محصول سال ۱۹۹۳ است. این آلبوم که دومین آلبوم استودیویی این پروژهٔ موسیقی است، سه سال بعد از اولین آلبوم استودیویی این پروژه، ام‌سی‌ام‌اکس‌سی ای.دی. عرضه شد.
شاخص‌ترین آهنگ این آلبوم، «بازگشت به معصومیت» بود که به عنوان یک تک آهنگ عرضه شد و در موسیقی متن فیلم‌های متعددی قرار گرفت. در صلیب تغییرات، صداها بیشتر به سمت موسیقی راک تمایل پیدا کرده‌اند که می‌توان از آهنگ «I Love You... I Kill You» نام برد و سرودهای گریگوری آلبوم پیشین با استایل آهنگ‌های کشیده و صداهای قبیله‌ای جایگزین شده‌اند. صداهای کشیدهٔ Ami (یک بومی تایوانی)، در آهنگ «بازگشت به معصومیت» اغلب به عنوان یک بومی آمریکایی اشتباه گرفته می‌شود.

## نسخه‌ها آلبوم
دو نسخهٔ متفاوت از این آلبوم وجود دارد:
۱. نسخهٔ اصلی آلبوم که در ۶ دسامبر ۱۹۹۳ عرضه شد و شامل ۹ آهنگ بود.
۲. نسخهٔ Special limited edition که در ۲۱ نوامبر ۲۰۰۴ روی یک دیسک پوشیده شده از طلای ۲۴ عیار همراه سه ریمیکس جدید منتشر شد.

## لیست آهنگ‌ها

### آلبوم اصلی
1. «Second Chapter» - (کرلی ام.سی.) - ۲:۱۶
2. «The Eyes of Truth» - (کرلی) - ۷:۱۳
3. «Return to Innocence» - (کرلی، کو ینگ-نان و کو هسیو-چو) - ۴:۱۷
4. «I Love You... I'll Kill You» - (کرلی، دیوید فرستین) - ۸:۵۱
5. «Silent Warrior» - (کرلی) - ۶:۱۰
6. «The Dream of the Dolphin» - (فرستین) - ۲:۴۷
7. «Age of Loneliness (ترانهٔ کارلی)» - (کرلی) - ۵:۲۲
8. «Out from the Deep» - (کرلی) - ۴:۵۳
9. «Cross of Changes» - (کرلی) - ۲:۲۳

### نسخهٔ محدودمخصوص
(منتشر شده در ۲۱ نوامبر ۱۹۹۹ روی یک دیسک پوشیده شده با طلای ۲۴ عیار و سه ریمیکس جدید)
۱۰. «Return to Innocence (نسخهٔ بلند و سرزنده)» - (کرلی ام.سی.) - ۷:۰۷
۱۱. «Age of Loneliness (میکس Enigmatic Club) - (کرلی ام.سی.) - ۶:۲۳
۱۲. «The Eyes of Truth (میکس Götterdämmerung) - (کرلی ام.سی.) - ۷:۱۸

## تک‌آهنگ‌ها
- ۱۹۹۳ - «Return to Innocence» - (از Virgin Schallplatten GmbH)
- ۱۹۹۴ - «Age of Loneliness» - (از Virgin Records)
- ۱۹۹۴ - «The Eyes of Truth» - (از Virgin Records)
- ۱۹۹۴ - «Out from the Deep» - (از Virgin Records)

## پرسنل
- Andreas Harde (نسبت داده شده با Angel X) - صداها
- Michael Cretu (نسبت داده شده با Curly M.C) - صداها، آوازها، سازندهٔ آلبوم، مدیریت صدا
- Sandra Cretu - صداها
- Peter Cornelius - گیتار
- Jens Gad - گیتار
- Louisa Stanley - صداها، آوازها

## جدول آماری
آلبوم - مجلهٔ Billboard (آمریکای شمالی)
| سال  | مناطق دنیا        | موقعیت |
| ---- | ----------------- | ------ |
| ۱۹۹۴ | The Billboard ۲۰۰ | ۹      |

آلبوم - نمودار آماری در UK
| [UK Album Charts\|U.K. Top ۷۵ Albums] | [UK Album Charts\|U.K. Top ۷۵ Albums] | [UK Album Charts\|U.K. Top ۷۵ Albums] | [UK Album Charts\|U.K. Top ۷۵ Albums] | [UK Album Charts\|U.K. Top ۷۵ Albums] | [UK Album Charts\|U.K. Top ۷۵ Albums] | [UK Album Charts\|U.K. Top ۷۵ Albums] | [UK Album Charts\|U.K. Top ۷۵ Albums] | [UK Album Charts\|U.K. Top ۷۵ Albums] | [UK Album Charts\|U.K. Top ۷۵ Albums] | [UK Album Charts\|U.K. Top ۷۵ Albums] |    |    |    |    |    |    |    |    |    |    |    |    |    |    |    |    |    |    |    |
| هفته                                  | ۰۱                                    | ۰۲                                    | ۰۳                                    | ۰۴                                    | ۰۵                                    | ۰۶                                    | ۰۷                                    | ۰۸                                    | ۰۹                                    | ۱۰                                    | ۱۱ | ۱۲ | ۱۳ | ۱۴ | ۱۵ | ۱۶ | ۱۷ | ۱۸ | ۱۹ | ۲۰ | ۲۱ | ۲۲ | ۲۳ | ۲۴ | ۲۵ | ۲۶ | ۲۷ | ۲۸ | ۲۹ |
| ------------------------------------- | ------------------------------------- | ------------------------------------- | ------------------------------------- | ------------------------------------- | ------------------------------------- | ------------------------------------- | ------------------------------------- | ------------------------------------- | ------------------------------------- | ------------------------------------- | -- | -- | -- | -- | -- | -- | -- | -- | -- | -- | -- | -- | -- | -- | -- | -- | -- | -- | -- |
| موقعیت                                | ۱                                     | ۲                                     | ۲                                     | ۲                                     | ۳                                     | ۴                                     | ۶                                     | ۸                                     | ۱۲                                    | ۱۸                                    | ۲۶ | ۳۰ | ۲۱ | ۱۲ | ۱۱ | ۱۵ | ۱۰ | ۱۵ | ۱۰ | ۱۵ | ۱۵ | ۲۱ | ۲۶ | ۲۳ | ۲۴ | ۲۶ | ۳۶ | ۳۹ | ۳۸ |
| هفته                                  | ۳۰                                    | ۳۱                                    | ۳۲                                    | ۳۳                                    | ۳۴                                    | ۳۵                                    | ۳۶                                    | ۳۷                                    |                                       |                                       |    |    |    |    |    |    |    |    |    |    |    |    |    |    |    |    |    |    |    |
| موقعیت                                | ۳۸                                    | ۳۳                                    | ۳۹                                    | ۶۴                                    | ۷۰                                    | ۶۸                                    | ۷۴                                    | ۷۱                                    |                                       |                                       |    |    |    |    |    |    |    |    |    |    |    |    |    |    |    |    |    |    |    |

فروش جهانی: اثبات شده توسط Virgin Records در سال ۱۹۹۶: ۸ میلیون نسخه
فروش تخمینی کلی: ۱۲ تا ۱۵ میلیون
فروش در آمریکا تا سال ۲۰۰۶: ۲، ۸۰۰، ۰۰۰ کپی
تک آهنگ‌ها - مجلهٔ Billboard (آمریکای شمالی)
| Year | Single                | Chart                     | Position |
| ---- | --------------------- | ------------------------- | -------- |
| ۱۹۹۴ | «Age of Loneliness»   | Hot Dance Music/Club Play | ۳۱       |
| ۱۹۹۴ | «Return to Innocence» | Modern Rock Tracks        | ۲        |
| ۱۹۹۴ | «Return to Innocence» | Rhythmic Top ۴۰           | ۱۶       |
| ۱۹۹۴ | «Return to Innocence» | The Billboard Hot ۱۰۰     | ۴        |
| ۱۹۹۴ | «Return to Innocence» | Top ۴۰ Mainstream         | ۶        |

## متفرقه
- صداهای «I Love You... I'll Kill You» توسط رابرت پلانت در ترانهٔ «The Battle of Evermore» از لد زپلین الهام گرفته شده یودند اما توسط مایکل کرتو تهیه شد.
- ضربه طبل‌های نمونه برداری شدهٔ جان بونهام لز «When the Levee Breaks» در «Return to Innocence» مشاهده می‌شوند.
- در «The Eyes of Truth» از ترانهٔ ماوراء بنفش (راهم را روشن کن) از گروه U۲ الگو برداری شده‌است.
- ضربه طبل‌های نمونه برداری شدهٔ Genesis از ««Fading Light در «I Love You... I'll Kill You» مشاهده می‌شوند.
- مشابه مصاحبهٔ NASA که در ترانهٔ «Mare Tranquilitas» از ونجلیس استفاده شده در «The Eyes of Truth» نیز به کار رفته‌است.